# Перу на Светском првенству у атлетици на отвореном 2017.
Перу је учествовао на Светском првенству у атлетици на отвореном 2017. одржаном у Лондону од 4. до 13. августа шеснаести пут, односно учествовао је на свим првенствима до данас. Репрезентацију Перуа представљало је 7 такмичара (4 мушкарца и 3 жена) који су се такмичили у пет дисциплина (3 мушке и 2 женске).,.
На овом првенству Перу није освојио ниједну медаљу. У табели успешности према броју и пласману такмичара који су учествовали у финалним такмичењима (првих 8 такмичара) Перу је са 1 учесником у финалу делила 58. место са 2 бодова..
| Пл.  | Земља | 1. место | 2. место | 3. место | 4. место | 5. место | 6. место | 7. место | 8. место | Бр. фин. | Бод. |
| ---- | ----- | -------- | -------- | -------- | -------- | -------- | -------- | -------- | -------- | -------- | ---- |
| =58. | Перу  | 0        | 0        | 0        | 0        | 0        | 0        | 1        | 0        | 1        | 2    |

## Учесници
| Мушкарци: - Давид Торенсе — 1.500 м - Жан Пјер Кастро — Маратон - Raúl Machacuay — Маратон - Цесар Аугусто Родригез — 20 км ходање | Жене: - Инес Мелхор — Маратон - Вилма Аризапана — Маратон - Кимберли Гарсија — 20 км ходање |  |

## Резултати

### Мушкарци
| Атлетичар              | Дисциплина   | Лични рекорд | Квалификације | Квалификације | Полуфинале | Полуфинале | Финале               | Финале             | Детаљи                                   |
| Атлетичар              | Дисциплина   | Лични рекорд | Резултат      | Место         | Резултат   | Место      | Резултат             | Место              | Детаљи                                   |
| ---------------------- | ------------ | ------------ | ------------- | ------------- | ---------- | ---------- | -------------------- | ------------------ | ---------------------------------------- |
| Давид Торенсе          | 1.500 м      | 3:33,23      | 3:46,39       | 9. у гр. 1    |            |            | Није се квалификовао | 32 / 78 (92)       |                                          |
| Жан Пјер Кастро        | Маратон      | 2:15:13      |               |               |            |            | Нису завршили трку   | Нису завршили трку | Архивирано на веб-сајту (14. април 2018) |
| Raúl Machacuay         | Маратон      | 2:13:26      |               |               |            |            | Нису завршили трку   | Нису завршили трку | Архивирано на веб-сајту (14. април 2018) |
| Цесар Аугусто Родригез | 20 км ходање | 1:23:50      | 1:23:05 ЛР    | 33 / 58 (64)  |            |            |                      |                    |                                          |

### Жене
| Атлетичарка      | Дисциплина   | Лични рекорд | Квалификације  | Квалификације | Финале   | Финале       | Детаљи |
| Атлетичарка      | Дисциплина   | Лични рекорд | Резултат       | Место         | Резултат | Место        | Детаљи |
| ---------------- | ------------ | ------------ | -------------- | ------------- | -------- | ------------ | ------ |
| Инес Мелхор      | Маратон      | 2:26:48 НР   |                |               | 2:35:34  | 26 / 78 (92) |        |
| Вилма Аризапана  | Маратон      | 2:30:45      | 2:43:13        | 49 / 78 (92)  |          |              |        |
| Кимберли Гарсија | 20 км ходање | 1:29:15 НР   | 1:29:13 НР, ЛР | 7 / 52 (61)   |          |              |        |